# Menneskets afstamning og Parringsvalget
Menneskets Afstamning og Parringsvalget er Charles Darwins andet store værk om evolutionsteori, efter Arternes Oprindelse og blev udgivet i 1871. Den danske udgave udkom 1875 og var oversat af J.P. Jacobsen. Bogen uddyber naturlig selektion i forhold til menneskets udvikling og introducerer for første gang seksuel selektion.